# Astiphromma prolongator
Astiphromma prolongator là một loài tò vò trong họ Ichneumonidae.